# Ventimiglia

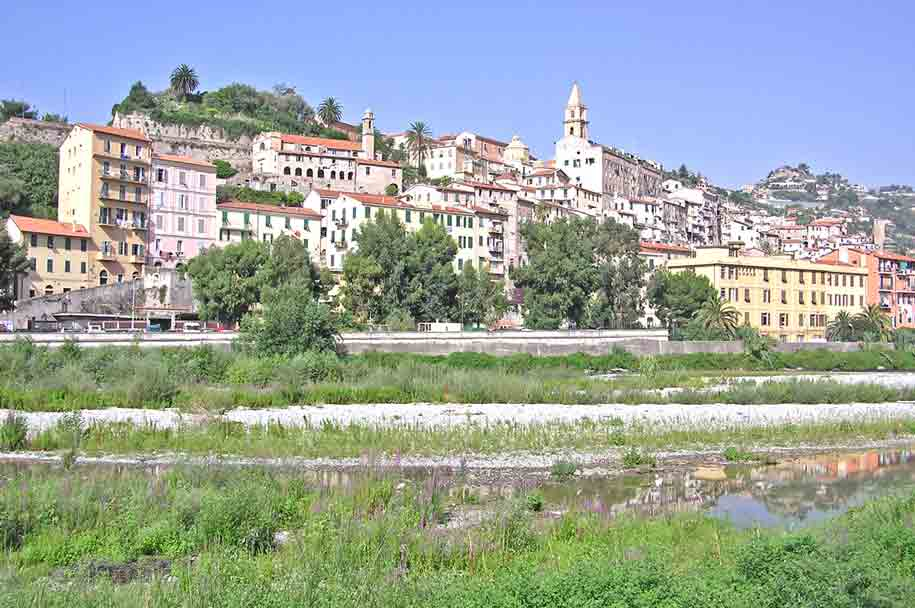
Vista de Ventimiglia (Italia).

Ventimiglia (tradicionalmente en español, Veintimilla; en francés, Vintimille; en latín Album Intimilium o Albintimilium) es una ciudad de Italia, a escasos kilómetros de Menton (Francia). Según el censo de 2005, tenía 25.509 habitantes. Está situada en la provincia de Imperia, en la región de Liguria. Su puerto está en el golfo de Génova.

## Historia
Ventimiglia fue la capital de una tribu ligur que se resistió bastante tiempo a la dominación romana, si bien se sometió en el año 115 a. C. La historia de Ventimiglia es una continua sucesión de asedios y distintos dominadores: romanos, godos, bizantinos, lombardos, genoveses. en general su suerte estuvo ligada a la de Génova.
Actualmente Ventimiglia es una tranquila ciudad turística que también se dedica a la agricultura y la pesca.

## Evolución demográfica
| Gráfica de evolución demográfica de Ventimiglia entre 1861 y 2001 |
|                                                                   |
| Fuente ISTAT - elaboración gráfica de Wikipedia                   |